# 两河镇 (威远县)
两河镇，是中华人民共和国四川省内江市威远县曾经下辖的一个镇。2019年12月，撤销两河镇，将其所属行政区域划归连界镇管辖。

## 行政区划
两河镇撤销前下辖以下地区：
双河口社区、广阳村、相合村、勇敢村、永付村、黄林村、镇江村、新国村、凉山村和断桥村。